# Dune (datorspel)
Det har gjorts ett antal datorspel baserade på Frank Herberts science fictionserie Dune.

## Dune
Dune är ett äventyrsspel som gavs ut av Cryo Interactive år 1992. Spelaren kontroller Paul Atreides och följer löst bokens handling i hans kamp mot huset Harkonnen tillsammans med ökenplaneten Arrakis Fremen-folk.

## Dune II
Dune II är ett realtidsstrategispel som gavs ut av Westwood Studios år 1992 och som blev stilbildande i sin genre. Spelaren kan välja att spela en av tre olika fraktioner (Harkonnen, Atreides och Ordos) som kämpar om kontrollen över ökenplaneten Arrakis. Det var med detta spel som konventionerna i realtidsstrategispelen grundades med resurser som måste skördas för att spelaren ska kunna köpa mera enheter, resurser som också kan läggas på att bygga ut den egna basen för att kunna köpa mera avancerade enheter och så vidare.
Även känt som:
- Dune II: The Battle for Arrakis (Sega Megadrive port)
- Dune II: The Building of a Dynasty

## Dune 2000
Dune 2000 är ett realtidsstrategispel som gavs ut av Westwood Studios 1998 och är en remake av Dune II. I denna uppföljare tillkommer också ett nytt spelmoment då främmande raser också finns på kartan, inte bara de vanliga 3.

## Emperor: Battle for Dune
Emperor: Battle for Dune utvecklades av Westwood Studios och släpptes 2001.

## Frank Herbert's Dune
Frank Herbert's Dune utvecklades av Cryo Interactive och släpptes 2001.